# تاديوز آدمسكي
تاديوز آدمسكي (بالبولندية: Tadeusz Adamski)‏ (و. 1922 – 2001 م) هو رياضي بولندي، ولد في بوزنان، شارك في الألعاب الأولمبية الصيفية 1952، توفي في بوزنان، عن عمر يناهز 79 عاماً.

## روابط خارجية
- تاديوز آدمسكي على موقع أوليمبيديا (الإنجليزية)
- تاديوز آدمسكي على موقع اللجنة الأولمبية البولندية (مؤرشف) (البولندية)